# Cordelia Bähr
Cordelia Christiane Bähr (* 1981) ist eine Schweizer Rechtsanwältin. Sie wurde bekannt für ihre juristische Arbeit im Bereich Klimaschutz und ihre Führung von strategischen Klimaklagen auf nationaler und internationaler Ebene. 2024 vertrat sie mehr als 2500 KlimaSeniorinnen erfolgreich vor dem Europäischen Gerichtshof für Menschenrechte.

## Leben
Cordelia Bähr wuchs in St. Gallen auf. Der Vater arbeitete im Bildungsbereich, die Mutter war Frisörin.
Sie studierte Rechtswissenschaften an der Universität Zürich und erwarb das Anwaltspatent des Kantons Zürich im Jahr 2010. Nach beruflichen Stationen bei der Jugendanwaltschaft Wil, am Bezirksgericht des Kantons Zürich und bei einer Zürcher Wirtschaftskanzlei ging sie 2012 für ein Jahr an die London School of Economics and Political Science und belegte Kurse in Klimarecht, Umweltrecht und Menschenrechte. Ihre Masterarbeit im Fach Öffentliches Recht (LL.M. Public Law) schrieb sie 2013 zu der Frage, warum es keine Treibhausgassteuer auf Fleisch gibt, obwohl die Fleischindustrie für 16,5 Prozent aller Emissionen verantwortlich sei. Zwischen 2013 und 2015 war sie wissenschaftliche Mitarbeiterin beim Bundesamt für Umwelt sowie Assistentin am Lehrstuhl für Völker- und Staatsrecht der Universität Zürich. Seit 2016 ist sie Partnerin in einer Anwaltskanzlei in Zürich.

## Engagement im Klimarecht
Nach ihrem Jurastudium begann Bähr, sich mit den Folgen der Globalen Erwärmung auseinanderzusetzen. Sie befasste sich mit den Forschungsergebnissen zur Hitzewelle in Europa 2003, bei der 70’000 Menschen ums Leben kamen, und erfuhr, dass ältere Frauen während dieser Katastrophe ungewöhnlich häufig starben und besonders anfällig für die Auswirkungen des Klimawandels sind. Diese Tatsache öffnete den Weg für ihre Klage 2015 gegen die Schweizer Regierung mit der Begründung, dass die Schweiz zu wenig tue, um den Klimawandel einzudämmen. Das verletze die Menschenrechte der Gruppe von älteren Frauen und bedrohe deren Leben etwa bei starken Hitzewellen. Gemeinsam mit Greenpeace Schweiz gründete sie den Verein KlimaSeniorinnen Schweiz. Nachdem sie die Klage vor der Schweizer Justiz 2016 und ihre Berufung 2020 vor dem Bundesgericht verloren hatte, brachten Bähr und die KlimaSeniorinnen die Klage vor den Europäischen Gerichtshof für Menschenrechte (EGMR). Zum ersten Mal in seiner Geschichte musste sich das Gericht mit der Frage befassen, ob es ein Menschenrecht auf Klimaschutz gibt. Neben der Klage der 2'500 Frauen des Vereins reichte Bähr Einzeleingaben ein, in denen sie gesundheitliche Leiden von vier Frauen beschrieb, die sich während Hitzeperioden verstärken würden: Schwindel, Herz- und Atemprobleme. Der EGMR urteilte am 9. April 2024 in einer Grundsatzentscheidung, „dass die Schweiz die Menschenrechte der Mitglieder der „KlimaSeniorinnen“ verletzt habe, indem sie keine angemessenen Massnahmen zur Begrenzung der globalen Erwärmung ergriffen habe“. Die Rechtswissenschafterin Helen Keller sagte, Bähr habe den Fall „so perfekt vorbereitet“, dass es dem Gericht schwergefallen sei, gegen die KlimaSeniorinnen zu entscheiden.

## Auszeichnungen
Die wissenschaftliche Fachzeitschrift Nature nahm Cordelia Bähr als einen von zehn Menschen in die Liste Nature’s 10 auf, die die Wissenschaft 2024 mitgeprägt haben. Sie wurde für ihre führende Rolle in der erfolgreichen Klimaklage vor dem EGMR gewürdigt, die die internationalen juristischen Debatten geprägt hätte.
Das amerikanische Time Magazine präsentierte Cordelia Bähr in der Liste der 100 einflussreichsten Menschen von 2025 in der Kategorie „Pioneers“. „Mithilfe der Wissenschaft, des Rechts und ihrer unermüdlichen Entschlossenheit“ habe Bähr nicht nur für Gerechtigkeit gekämpft – „sie definierte sie neu“.

## Mitgliedschaften
Cordelia Bähr ist im Vorstand der Vereinigung für Umweltrecht (VUR).

## Publikationen (Auswahl)
- KlimaSeniorinnen-Urteil: Menschenrechtliche Pflicht der Schweiz, ihren fairen Anteil am global verbleibenden CO2-Budget zu quantifizieren, Umweltrecht in der Praxis, 2025, Heft 2, S. 114–126 (PDF)
- Neun Jahre Gewässerraum — ein Rechtsprechungsbericht, Umweltrecht in der Praxis, 2020, Heft 1, S. 1–50 (PDF)